# The Scar (film fra 1919)
The Scar er en amerikansk stumfilm fra 1919 af Frank Hall Crane.

## Medvirkende
- Kitty Gordon som Cora
- Irving Cummings som George Reynolds
- Jennie Ellison
- Eric Mayne som Hastings
- Charles Dungan som Cavanaugh